# 第5戦車隊
第5戦車隊（だいごせんしゃたい、JGSDF 5th Tank Battalion）は、陸上自衛隊鹿追駐屯地（北海道河東郡鹿追町）に駐屯する第5旅団隷下の機甲科（戦車）部隊である。

## 概要
第5戦車隊は、90式戦車を装備する2個戦車中隊を基幹とする戦車部隊で隊長は2等陸佐をもって充てられ、鹿追駐屯地司令を兼任している。
1954年（昭和29年）9月に第4普通科連隊第14中隊（帯広駐屯地）および第6普通科連隊第14中隊（帯広駐屯地）を基幹として、第5特車大隊が帯広駐屯地に新編された。1957年（昭和32年）12月に移駐以来、鹿追駐屯地の主力部隊として駐屯している。
第5師団の旅団化に伴い、2004年（平成16年）3月に戦車連隊に準じた第5戦車隊（隊長は1佐職）に改編されたが、2011年（平成23年）4月の総合近代化旅団への改編により、第5戦車大隊に縮小改編、2023年（令和5年）3月の即応機動旅団化に伴い、第5戦車隊（隊長は2佐職）に再度改編された。戦車中隊の数は、新編以来3個戦車中隊を維持していたが、改編により2個戦車中隊編成に縮小している。
部隊マークは、”鹿の角”を意匠化している。

## 沿革
第5特車大隊
- 1954年（昭和29年）9月25日：第5特車大隊（3個戦車中隊基幹）が帯広駐屯地において編成完結。（10月5日の説あり）
- 1957年（昭和32年）12月10日：帯広駐屯地から鹿追駐屯地に移駐。

第5戦車大隊
- 1962年（昭和37年）1月18日：第5特車大隊が第5戦車大隊に称号変更。
- 1991年（平成03年）3月29日：戦車北転事業により、方面隊直轄の独立戦車中隊として第319戦車中隊が鹿追駐屯地に新編[1]、第5戦車大隊に隷属。
- 2003年（平成15年）3月27日：第319戦車中隊（鹿追駐屯地）が廃止。

第5戦車隊
- 2004年（平成16年）3月29日：第5師団の旅団化に伴う改編。

1. 第5戦車大隊が第5施設大隊から施設小隊を編合する等で本部機能を戦車連隊に準じた第5戦車隊（3個戦車中隊基幹）に改編。
2. 後方支援体制変換に伴い、整備部門を第5後方支援隊第2整備中隊戦車直接支援小隊へ移管。

第5戦車大隊（再編）
- 2011年（平成23年）4月22日：第5旅団の総合近代化旅団への改編により、第5戦車隊が第5戦車大隊（3個戦車中隊基幹）に縮小改編[2]。本部管理中隊の施設小隊を第5施設中隊に移管（これに伴い第5施設中隊は第5施設隊に改編）。

第5戦車隊（再編）
- 2023年（令和05年）3月16日：即応機動旅団化に伴い、第5戦車大隊が第5戦車隊（2個戦車中隊基幹）に改編[3]。

## 部隊編成
- 第5戦車隊本部
- 第5戦車隊本部付隊「5戦-本」
  - 付隊本部：90式戦車、96式装輪装甲車
  - 偵察小隊：軽装甲機動、偵察用オートバイ
  - 通信小隊
  - 補給小隊：3 1/2tトラック
  - 衛生小隊：1トン半救急車
- 第1戦車中隊「5戦-1」：90式戦車、96式装輪装甲車
- 第2戦車中隊「5戦-2」：90式戦車、96式装輪装甲車

## 整備支援部隊
- 第5後方支援隊第2整備中隊戦車直接支援小隊「5後支-2整」（鹿追駐屯地）：2004年（平成16年）3月29日から

## 主要幹部
| 官職名                        | 階級    | 氏名     | 補職発令日     | 前職         |
| ----------------------------- | ------- | -------- | -------------- | ------------ |
| 第5戦車隊長 兼 鹿追駐屯地司令 | 2等陸佐 | 古林賢一 | 2025年03月00日 | 統合幕僚監部 |

| 代 | 氏名                 | 在職期間                        | 前職                                        | 後職                             |
| -- | -------------------- | ------------------------------- | ------------------------------------------- | -------------------------------- |
| 01 | 新藤義彦             | 1954年09月25日 - 1957年08月11日 |                                             |                                  |
| 02 | 奥村勝               | 1957年08月12日 - 1959年08月01日 | 陸上自衛隊富士学校勤務                      |                                  |
| 03 | 石本直弘             | 1959年08月02日 - 1960年12月09日 |                                             |                                  |
| 04 | 東条貞介             | 1960年12月10日 - 1966年07月15日 |                                             |                                  |
| 05 | 木之下久志           | 1966年07月16日 - 1968年07月15日 | 第12師団司令部勤務                          | 駒門駐屯地業務隊長               |
| 06 | 新家進               | 1968年07月16日 - 1970年07月15日 | 陸上幕僚監部勤務                            | 陸上自衛隊幹部学校勤務           |
| 07 | 青木和夫             | 1970年07月16日 - 1972年03月15日 | 陸上幕僚監部勤務                            | 陸上自衛隊富士学校勤務           |
| 08 | 野中照男             | 1972年03月16日 - 1974年07月15日 | 札幌オリンピック支援集団司令部勤務          |                                  |
| 09 | 廣瀬豊彦             | 1974年07月16日 - 1976年03月15日 | 陸上幕僚監部付 →1975年7月1日 1等陸佐昇任    | 統合幕僚会議事務局第5幕僚室勤務  |
| 10 | 野本真二             | 1976年03月16日 – 1978年07月31日 | 陸上幕僚監部勤務                            | 陸上幕僚監部付                   |
| 11 | 安井藤夫             | 1978年08月01日 - 1980年07月31日 | 陸上幕僚監部教育課勤務                      | 陸上幕僚監部付                   |
| 12 | 寺野一行             | 1980年08月01日 - 1982年08月01日 | 陸上自衛隊富士学校勤務                      | 陸上自衛隊富士学校勤務           |
| 13 | 稲垣文宗             | 1982年08月02日 - 1984年07月31日 | 久居駐屯地業務隊長                          | 第109教育大隊長                  |
| 14 | 藤井秋男             | 1984年08月01日 - 1987年03月15日 | 第3戦車大隊副大隊長                         | 第2教育団司令部勤務              |
| 15 | 船木捷彦             | 1987年03月16日 - 1989年03月15日 | 東部方面総監部調査部勤務                    | 西部方面調査隊長                 |
| 16 | 米村秀穂             | 1989年03月16日 - 1991年07月31日 | 陸上自衛隊富士学校勤務                      | 陸上自衛隊関西地区補給処企画室長 |
| 17 | 小森谷博             | 1991年08月01日 - 1993年07月31日 | 第2師団司令部第2部長                        | 防衛研究所所員                   |
| 18 | 山形靖彦             | 1993年08月01日 - 1996年07月31日 | 第72戦車連隊副連隊長 →1996.7.1 1 等陸佐昇任 | 第7師団司令部監察官              |
| 19 | 久賀修作             | 1996年08月01日 - 1998年07月31日 | 自衛隊島根地方連絡部勤務                    | 自衛隊熊本病院総務部長           |
| 20 | 森本一夫             | 1998年08月01日 - 2000年07月31日 | 陸上自衛隊幹部学校勤務                      | 陸上幕僚監部監理部総務課勤務     |
| 21 | 野村誠也             | 2000年08月01日 - 2003年03月26日 | 第2師団司令部第2部長                        |                                  |
| 未 | 津田一志 （1等陸佐） | 2003年03月27日 - 2004年03月28日 | 陸上自衛隊研究本部研究員                    | 第5戦車隊長 兼 鹿追駐屯地司令    |

| 代 | 氏名                 | 在職期間                        | 前職                                    | 後職                                 |
| -- | -------------------- | ------------------------------- | --------------------------------------- | ------------------------------------ |
| 01 | 津田一志             | 2004年03月29日 - 2005年03月27日 | 第5戦車大隊長 兼 鹿追駐屯地司令         | 陸上自衛隊富士学校機甲科部 研究課長  |
| 02 | 遠藤政文             | 2005年03月28日 - 2007年03月27日 | 第7師団司令部第3部長                    | 統合幕僚学校教育課第1教官室 学校教官 |
| 03 | 岩名誠一             | 2007年03月28日 - 2008年07月31日 | 陸上幕僚監部防衛部 情報通信・研究課勤務 | 陸上自衛隊幹部学校付                 |
| 04 | 鴻上富男             | 2008年08月01日 - 2010年11月30日 | 陸上自衛隊富士学校主任教官              | 中央情報隊本部第3科長                |
| 末 | 原口義寛 （2等陸佐） | 2010年12月01日 - 2011年04月21日 | 陸上自衛隊幹部学校勤務                  | 第5戦車大隊長 兼 鹿追駐屯地司令      |

| 代 | 氏名                 | 在職期間                                                    | 前職                                 | 後職                                |
| -- | -------------------- | ----------------------------------------------------------- | ------------------------------------ | ----------------------------------- |
| 01 | 原口義寛             | 2011年04月22日 - 2012年07月31日 ※2012年07月01日 1等陸佐昇任 | 第5戦車隊長 兼 鹿追駐屯地司令        | 自衛隊愛知地方協力本部募集課長      |
| 02 | 中村智志 （1等陸佐） | 2012年08月01日 - 2014年03月22日                             | 西部方面総監部情報部勤務             | 陸上自衛隊富士学校機甲科部 研究課長 |
| 03 | 津島克巳             | 2014年03月23日 - 2015年08月03日 ※2015年07月01日 1等陸佐昇任 | 陸上自衛隊富士学校                   | 陸上自衛隊富士学校主任教官          |
| 04 | 植田宜孝             | 2015年08月04日 - 2017年03月22日                             | 陸上自衛隊富士学校                   | 陸上自衛隊富士学校                  |
| 05 | 福井謙               | 2017年03月23日 - 2018年03月22日 ※2018年01月01日 1等陸佐昇任 | 陸上幕僚監部防衛部防衛課             | 陸上自衛隊幹部学校付                |
| 06 | 矢野和徳             | 2018年03月23日 - 2020年03月15日                             | 陸上自衛隊富士学校                   | 陸上自衛隊富士学校                  |
| 07 | 結城倫太郎           | 2020年03月16日 - 2021年12月21日                             | 陸上幕僚監部指揮通信システム・情報部 | 北部方面総監部防衛部                |
| 末 | 古屋正樹             | 2021年12月22日 - 2023年03月15日                             | 第11旅団司令部                       | 陸上幕僚監部                        |

| 代 | 氏名     | 在職期間                        | 前職                                    | 後職 |
| -- | -------- | ------------------------------- | --------------------------------------- | ---- |
| 01 | 三浦成友 | 2023年03月16日 - 2025年03月00日 | 陸上幕僚監部人事教育部 募集・援護課勤務 |      |
| 02 | 古林賢一 | 2025年03月00日 -                | 統合幕僚監部                            |      |

## 主要装備
- 90式戦車
- 73式装甲車
- 96式装輪装甲車
- 軽装甲機動車
- 78式雪上車
- 1/2tトラック / 73式小型トラック
- 1 1/2tトラック / 73式中型トラック
- 3 1/2tトラック / 73式大型トラック
- 89式5.56mm小銃
- 12.7mm重機関銃
- 9mm拳銃

## 警備隊区
鹿追町、新得町、清水町、士幌町、上士幌町

## 部隊改編
第5戦車大隊（独立中隊編成時）：1991年（平成03年）3月29日
- 第5戦車大隊本部
- 本部管理中隊「5戦-本」：74式戦車、73式装甲車
- 第1戦車中隊「5戦-1」：74式戦車、73式装甲車
- 第2戦車中隊「5戦-2」：74式戦車、73式装甲車
- 第3戦車中隊「5戦-3」：74式戦車、73式装甲車
- 第319戦車中隊「319戦」：74式戦車、73式装甲車

第5戦車隊（改編時）：2004年（平成16年）3月29日
- 第5戦車隊本部
- 本部管理中隊「5戦-本」：90式戦車、96式装輪装甲車　※戦車連隊の本部管理中隊に準じた編制で、施設小隊が編成されていた。
- 第1戦車中隊「5戦-1」：90式戦車、96式装輪装甲車
- 第2戦車中隊「5戦-2」：90式戦車、96式装輪装甲車
- 第3戦車中隊「5戦-3」：90式戦車、96式装輪装甲車

第5戦車大隊（廃止時）：2023年（令和 5年）3月16日
- 第5戦車大隊本部
- 本部管理中隊「5戦-本」：90式戦車、96式装輪装甲車
- 第1戦車中隊「5戦-1」：90式戦車、96式装輪装甲車
- 第2戦車中隊「5戦-2」：90式戦車、96式装輪装甲車
- 第3戦車中隊「5戦-3」：90式戦車、96式装輪装甲車

## 廃止部隊
- 2004年（平成16年）3月29日廃止
  - 第5戦車大隊本部管理中隊整備小隊「5戦-本」（鹿追駐屯地）：第5後方支援隊第2整備中隊戦車直接支援小隊へ移管。
- 2011年（平成23年）4月22日廃止
  - 第5戦車大隊本部管理中隊施設小隊「5戦-本」（鹿追駐屯地）：第5施設中隊に編入。
- 2023年（令和 5年）3月15日廃止
  - 第5戦車大隊第3戦車中隊「5戦-3」（鹿追駐屯地）：90式戦車：
  - 第5戦車大隊本部管理中隊「5戦-本」（鹿追駐屯地）：第5戦車大隊本部付隊に改編。